# Doom (computerspil fra 2016)
 For alternative betydninger, se Doom. (Se også artikler, som begynder med Doom)
Doom er et førstepersons skydespil udviklet af id Software og udgivet af Bethesda Softworks. Spillet er det fjerde hovedspillet i Doom-serien og blev udgivet internationalt til Microsoft Windows, PlayStation 4 og Xbox One 13. maj 2016. En udgave til Nintendo Switch, udviklet i samarbejde med studioet Panic Button, blev udgivet 10. november 2017.
I Doom tager spilleren rollen som en navnløs rumsoldat, der kæmper mod dæmoniske kræfter fra helvede som er blevet frigjort af Union Aerospace Corporation på den koloniserede planet Mars. Spillet vender tilbage til et hurtigere tempo med mere åbne niveauer, tættere på designet af de to første Doom-spil end den langsommere overlevelsesskræk fra Doom 3. Det indeholder også miljøkrydsning, karakteropgraderinger og evnen til at udføre henrettelser kendt som "glory kills". Spillet understøtter også en online multiplayer-komponent og en niveau editor, der er kendt som "SnapMap". Disse er udviklet med henholdsvis Certain Affinity og Escalation Studios.